# Tratado de Amizade e Cooperação no Sudeste Asiático
O Tratado de Amizade e Cooperação no Sudeste Asiático é um tratado de paz entre os países do Sudeste Asiático estabelecido pelos membros fundadores da Associação de Nações do Sudeste Asiático (ASEAN), uma organização geo-política e econômica de 10 países localizados no Sudeste Asiático.[carece de fontes?]
Em Fevereiro de 1976 ocorreu o primeiro grande encontro, onde foi estabelecido tal tratado. Em 1992 foi criada a zona de livre comércio.[carece de fontes?]

## Membros
A tabela a seguir lista os membros na ordem cronológica em que eles entraram no tratado:
|    | País                   | Data                    |
| -- | ---------------------- | ----------------------- |
| 1  | Indonésia              | 24 de fevereiro de 1976 |
| 2  | Malásia                | 24 de fevereiro de 1976 |
| 3  | Filipinas              | 24 de fevereiro de 1976 |
| 4  | Singapura              | 24 de fevereiro de 1976 |
| 5  | Tailândia              | 24 de fevereiro de 1976 |
| 6  | Brunei                 | 7 de janeiro de 1984    |
| 7  | Papua-Nova Guiné       | 5 de julho de 1989      |
| 8  | Laos                   | 29 de junho de 1992     |
| 9  | Vietname               | 22 de julho de 1992     |
| 10 | Camboja                | 23 de janeiro de 1995   |
| 11 | Myanmar                | 27 de julho de 1995     |
| 12 | China                  | 8 de outubro de 2003    |
| 13 | Índia                  | 8 de outubro de 2003    |
| 14 | Japão                  | 2 de julho de 2004      |
| 15 | Paquistão              | 2 de julho de 2004      |
| 16 | Coreia do Sul          | 27 de novembro de 2004  |
| 17 | Rússia                 | 29 de novembro de 2004  |
| 18 | Nova Zelândia          | 25 de julho de 2005     |
| 19 | Mongólia               | 28 de julho de 2005     |
| 20 | Austrália              | 10 de dezembro de 2005  |
| 21 | França                 | 20 de julho de 2006     |
| 22 | Timor-Leste            | 13 de janeiro de 2007   |
| 23 | Bangladesh             | 1 de agosto de 2007     |
| 24 | Sri Lanka              | 1 de agosto de 2007     |
| 25 | Coreia do Norte        | 24 de julho de 2008     |
| 26 | Estados Unidos         | 23 de julho de 2009     |
| 27 | Canadá                 | 23 de julho de 2010     |
| 28 | Turquia                | 23 de julho de 2010     |
| 29 | União Europeia         | 12 de julho de 2012     |
| 30 | Reino Unido            | 12 de julho de 2012     |
| 31 | Brasil                 | 17 de novembro de 2012  |
| 32 | Noruega                | 1 de julho de 2013      |
| 33 | Chile                  | 6 de setembro de 2016   |
| 34 | Egito                  | 6 de setembro de 2016   |
| 35 | Marrocos               | 6 de setembro de 2016   |
| 36 | Argentina              | 1 de agosto de 2018     |
| 37 | Irão                   | 1 de agosto de 2018     |
| 38 | Peru                   | 31 de julho de 2019     |
| 39 | Alemanha               | 2 de novembro de 2019   |
| 40 | Bahrein                | 2 de novembro de 2019   |
| 41 | África do Sul          | 10 de novembro de 2020  |
| 42 | Colômbia               | 10 de novembro de 2020  |
| 43 | Cuba                   | 10 de novembro de 2020  |
| 44 | Catar                  | 3 de agosto de 2022     |
| 45 | Dinamarca              | 3 de agosto de 2022     |
| 46 | Emirados Árabes Unidos | 3 de agosto de 2022     |
| 47 | Grécia                 | 3 de agosto de 2022     |
| 48 | Omã                    | 3 de agosto de 2022     |
| 49 | Países Baixos          | 3 de agosto de 2022     |
| 50 | Ucrânia                | 10 de novembro de 2022  |
| 51 | Arábia Saudita         | 12 de julho de 2023     |
| 52 | Kuwait                 | 4 de setembro de 2023   |
| 53 | Panamá                 | 4 de setembro de 2023   |
| 54 | Sérvia                 | 4 de setembro de 2023   |
| 55 | Luxemburgo             | 10 de outubro de 2024   |
| 56 | Argélia                | 9 de julho de 2025      |
| 57 | Uruguai                | 9 de julho de 2025      |